# Philodendron schottianum
Philodendron schottianum là một loài thực vật có hoa trong họ Ráy (Araceae). Loài này được H.Wendl. ex Schott miêu tả khoa học đầu tiên năm 1865.